# V718 Persei
V718 Persei è una stella che si trova nella nebulosa IC 348 nella costellazione del Perseo, ha una magnitudine di 15 e dista dalla Terra circa 1043 anni luce. 
Con un'età di appena 3 milioni di anni, la stella è una giovane stella T Tauri di pre-sequenza principale con una massa circa 1,5 volte quella del Sole. La stella presenta lunghe eclissi della durata di 3,5 anni e profonde fino a 0,7 magnitudini, la periodicità delle eclissi è di 4,77 ± 0,1 anni, che portano a pensare alla presenza di un oggetto substellare, probabilmente un pianeta. La massa massima stimata per tale corpo è 6 volte quella di Giove, e la distanza dalla stella circa 3,3 UA.. 